# Hydropsyche plana
Hydropsyche plana är en nattsländeart som beskrevs av Karl-Herman Forsslund 1936. Hydropsyche plana ingår i släktet Hydropsyche och familjen ryssjenattsländor. Inga underarter finns listade i Catalogue of Life.